# جمال سادات
جمال سادات هو لاعب كرة قدم إثيوبي في مركز حراسة المرمى، ولد في 2 يوليو 1983 في أديس أبابا في إثيوبيا. شارك مع منتخب إثيوبيا لكرة القدم. أما مع النوادي، فقد لعب مع نادي البن.

## وصلات خارجية
- جمال سادات على موقع ناشيونال فوتبول تيمز (الإنجليزية)